# Municipio de Greenwood (condado de Columbia)
El municipio de Greenwood (en inglés: Greenwood Township) es un municipio ubicado en el condado de Columbia en el estado estadounidense de Pensilvania. En el año 2000 tenía una población de 1932 habitantes y una densidad poblacional de 26,7 personas por km².

## Geografía
El municipio de Greenwood se encuentra ubicado en las coordenadas 41°08′00″N 76°30′59″O / 41.13333, -76.51639.

## Demografía
Según la Oficina del Censo en 2000 los ingresos medios por hogar en la localidad eran de $37 650 y los ingresos medios por familia eran de $41 473. Los hombres tenían unos ingresos medios de $28 884 frente a los $21 417 para las mujeres. La renta per cápita de la localidad era de $17 104. Alrededor del 6% de la población estaba por debajo del umbral de pobreza.